# Ballade
Pour l’article ayant un titre homophone, voir Balade.
Pour les articles homonymes, voir Ballade (homonymie).
Pour le genre musical, voir Ballade (musique).

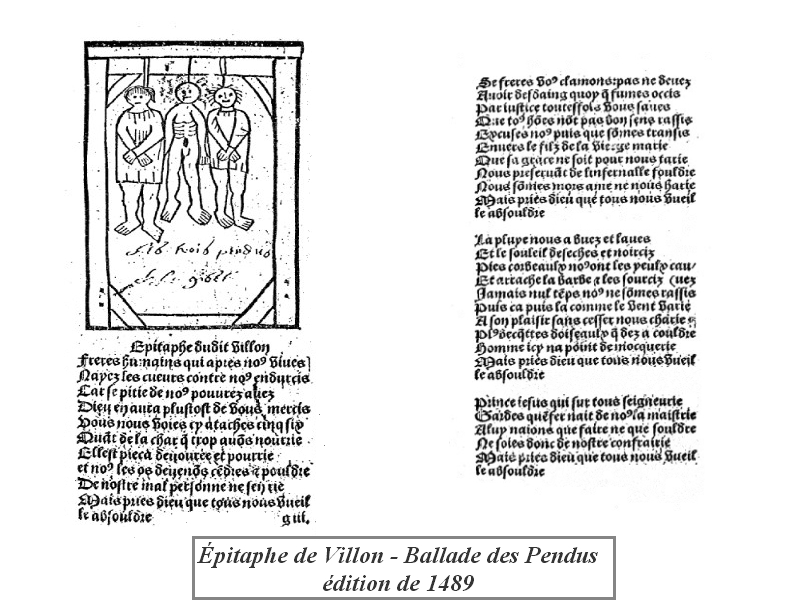
La Ballade des Pendus ou Épitaphe de François Villon. Fac-similé de l'édition de 1489 par Pierre Levet.

Une ballade, au sens ancien, est un poème médiéval à forme fixe composé de trois couplets et d'une demi-strophe appelée « envoi », chacun étant terminé par un vers refrain, qui rappelle la forme chantée des origines. L'histoire de la poésie retient en particulier les ballades aux strophes carrées (le nombre de vers est égal au nombre de syllabes de chaque vers) de huit ou dix vers et aux thèmes très variés qu'ont composées des poètes comme Guillaume de Machaut, Eustache Deschamps (fin XIVe siècle), Christine de Pizan et François Villon (début et milieu du XVe siècle) ou encore Clément Marot au XVIe siècle, alors que la Pléiade rejette le genre de la ballade comme vieilli, privilégiant des formes nouvelles comme le sonnet ou l'ode.
La ballade voit son sens évoluer dans les traditions anglaise et allemande à la fin du XVIIIe siècle pour aboutir à la ballade romantique, parfois instrumentale. En dehors du domaine littéraire, le mot ballade s'est appliqué à un type de chanson populaire, lente et mélodieuse : c'est le sens commun à la fin du XXe siècle.

## Étymologie
Il s'agit de la famille du verbe du latin tardif « ballare » (emploi chez saint Augustin, fin du IVe siècle), mot issu du grec et qui remplace le latin classique « saltare ». Le Moyen Âge connaît au XIIe siècle le verbe « baller » que l'usage remplacera au XVIIe siècle par « danser », sans doute d'origine germanique et qui semble-t-il s'appliquait à des danses plus élégantes. La connotation populaire est demeurée dans le mot « bal ».
« Ballade » remonte également au mot d'origine méridionale « ballata » et apparaît à la fin du XIIIe siècle dans le Jeu du Pèlerin qui évoque Maistre Adam le Bossu (Adam de la Halle) mort vers 1287 qui « savait chansons faire // Et balades ne sais quantes (combien) ». Le mot s'établit au XIVe siècle à l'époque de Guillaume de Machaut pour désigner un poème chanté composé de stances égales terminées par un refrain et suivies d'un envoi. Lui-même emploie le mot avec un sens imprécis dans Le remède de Fortune, un long poème de près de 4 300 vers qu'il écrivit sans doute vers 1341 (vers 2893 « Quant elle ot fine sa balade » : Quand elle eut fini sa balade). Les vers suivants parlent de « douce harmonie », de « doux chant » « Qui moult me fu plaisant et sade // Dedens le cuer et a l'oie » : Qui fut très plaisant et gracieux dans le cœur et à l'oreille. Le terme « balade » se trouve aussi après le vers 3012 mais il s'agit peut-être d'un ajout de copiste : il s'applique à un poème de trois strophes à refrain sans envoi (vers 3013-3036 : « Dame, de qui toute ma joie vient »). Le texte comporte aussi une « baladelle » (vers 2851 : « de ma clere vois // Te diray une baladelle, // De chant et de ditté nouvelle » : de ma voix claire je te dirai une balladelle de mélodie et de métrique nouvelles). Selon [Ernest Hœpffner] « Le diminutif baladelle est probablement motivé par la forme des vers : ceux-ci ne sont ici que de sept et de trois syllabes ». Machaut y parle plus loin de « chanson baladée » (3349-3496). Guillaume de Machaut présente son poème comme une forme nouvelle et propose plus loin la dénomination de « chanson baladée » en soulignant sa proximité avec le virelai : « Lors sans delay // Encommensai ce virelay // Qu'on claimme chanson baladée // Einsi doit elle estre nommée » : Sans délai je commencerai ce virelai qu'on appelle chanson baladée, c'est ainsi qu'elle doit être nommée» (vers 3449). La forme de la ballade proche au départ du virelai (strophes isométriques, refrain, envoi), ne se fixera que peu à peu avec Eustache Deschamps dans la seconde moitié du XIVe siècle mais elle conservera souvent des variantes.
Le mot « balader » repéré en 1422 a le sens de « chanter des ballades » mais celui-ci évolue : un lexique de 1628 note un emploi familier dérivé : « aller demander l'aumône [en chantant des ballades], mendier » et Vidocq, en 1836 dans son ouvrage documentaire intitulé Les Voleurs, signale l'emploi familier du mot avec le sens « aller en flânant » ; la forme pronominale « se balader » est repérée quant à elle en 1858. Le mot « balade » (orthographié avec un seul l) s'établit à la même période : le TLF donne l'exemple d'un emploi dans L'Assommoir de Zola en 1877 (ch. XI) : « Le jour baissait, elles [Pauline et Nana] faisaient un dernier tour de balade ». « Balade » est ainsi devenu un synonyme populaire de « promenade » avec une orthographe souvent fautive qui ne respecte pas la distinction balade/ballade, la dernière graphie s'appliquant à la forme poétique et à ses dérivés.

## Ballade française

### Histoire
Le mot « ballade », issu de la forme méridionale « ballata » se rattache à la famille de « baller » qui signifie « danser » au Moyen Âge. Avéré au XIIe siècle, « ballade » désigne alors une chanson dansée ou « chanson ballatée » comportant plusieurs strophes et un refrain. De moins en moins chantée après Guillaume de Machaut (≈1300 - ≈1377), la forme poétique se fixe peu à peu avec Eustache Deschamps (≈1346 - ≈1407) même si elle connaît des variantes.
Elle se distingue peu à peu d'autres genres poétiques qui comportent aussi strophes isométriques, refrain et envoi : le chant royal est en effet plus long et plus solennel et le virelai plus vif, plus varié dans ses mètres et se réduira à deux strophes. Très employée aux XIVe siècle (Eustache Deschamps en a écrit plus de onze cents puis Christine de Pizan (≈1364 - ≈1430) plus de trois cents) et XVe siècles (François Villon (1431 - apr. 1463), Charles d'Orléans (1394-1465)), la ballade est considérée comme une forme vieillie au XVIe siècle où la Pléiade lui préfère le sonnet ou l'ode : Du Bellay en 1549 dans La Défense et Illustration de la langue française parle des « rondeaux, ballades, virelais, chants royaux, chansons, et autres telles épiceries, qui corrompent le goût de notre Langue » mais Clément Marot (1496?-1544) l'emploie encore. Moquée au XVIIe siècle comme dans la scène 5, acte III des Femmes savantes de Molière, où Trissotin, partisan du sonnet, affirme à Vadius : « La ballade, à mon goût, est une chose fade ; // Ce n'en est plus la mode ; elle sent son vieux temps » (vers 1006), elle est encore utilisée quelques fois par La Fontaine mais son usage finit par disparaître.
Ce sont les Parnassiens et Théodore de Banville, attirés par la virtuosité métrique qu'elle demande, qui la ressuscitent dans la deuxième moitié du XIXe siècle : les premiers essais de Banville datent de 1856 et aboutissent en 1873 à la publication des Trente-six ballades joyeuses. Charles Cros, Jean Richepin et quelques poètes plus ou moins mineurs publieront eux aussi des ballades à la fin de ce même siècle et au début du vingtième. On peut noter que Verlaine composera une dizaine de ballades à la fin de sa carrière, après 1885. Par exemple Ballade en l’honneur de Louise Michel (huitains d'octosyllabes et envoi commençant par « Citoyenne »), Ballade en rêve (dizains de décasyllabes, envoi commençant par « Princesse ») reprises dans le recueil Amour, 1888 ; Ballade de la mauvaise réputation (huitains d'octosyllabes, envoi commençant par « Prince »), Ballade Sappho (huitains de décasyllabes, envoi commençant par « Prince ou princesse ») publiées dans Parallèlement, 1889. Ces poèmes montrent des structures de rimes diverses et complexes. Un peu plus tard on trouve un emploi célèbre de la ballade dans la comédie héroïque d'Edmond Rostand Cyrano de Bergerac (1897) où le bretteur au grand cœur utilise dans son duel le refrain fameux : « À la fin de l'envoi, je touche. »

### Usage
La ballade médiévale se caractérise par sa forme et non par son ton ou son sujet. Si l'on retient surtout la ballade courtoise et lyrique, elle a été aussi jeu verbal, poème grave et engagé avec des considérations religieuses ou politiques. Les titres d'Eustache Deschamps sont éclairants : ballade CCCXCVII Ballade moult morale. Allégorie sur les impôts excessifs, ballade CCCXCIV Requête aux rois de France et d'Angleterre pour avoir la paix, ballade CCCXCIX La mort égale pour tous. Les 29 ballades de Villon montrent la même diversité : tonalité dramatique de la Ballade des Pendus, tonalité religieuse de la Ballade pour prier Notre Dame, tonalité plaisante de la Ballade des proverbes ou Requête à Monseigneur de Bourbon, tonalité familière de la Ballade de Merci.

### Métrique
La forme type comporte trois strophes carrées (le nombre de vers de la strophe est égal au nombre de syllabes par vers) suivies d'une demi-strophe appelée « envoi » parce qu'il commence par une adresse au dédicataire (le plus souvent « Prince » qui désigne souvent le président du concours de poésie ou « puy »).
La structure de la ballade a évolué du XIIe au XVe siècle, aussi bien dans la présence d'un envoi que dans les mètres (entre 5 et 12 syllabes) et dans les types de strophes (le septain est la strophe usuelle avec la disposition ababbcc, par exemple chez Adam de la Halle ou Guillaume de Machaut), la base se réduisant au nombre de strophes (trois couplets) dont le dernier vers est répété pour faire le refrain. La forme se distingue du chant royal et du virelai et se stabilise avec Eustache Deschamps au début du XIVe siècle mais les variantes seront toujours nombreuses.
Les strophes et leur refrain sont généralement construites sur les mêmes rimes et la strophe carrée s'est imposée à la fin du XVe siècle avec les prescriptions de Jean Molinet dans son Art de la Rhétorique en 1493 : « Ballade commune doit avoir refrain et trois couplets et l'envoi au prince » et « chaque couplet par rigueur d'examen doit avoir autant de lignes que le refrain contient de syllabes ». Les structures les plus fréquentes sont la « petite ballade » en huitains d'octosyllabes (exemple : Marot, Ballade de s'amie bien belle) et la « grande ballade » en dizains de décasyllabes (Villon, Ballade des Pendus) mais les variantes demeurent assez nombreuses tout au long de la période, par exemple Charles d'Orléans dans En regardant vers le païs de France utilise des décasyllabes et des septains disposés ababbcc).
Dans la strophe, les quatre premiers vers constituent en général un ensemble construit sur des rimes croisées (abab). Communément, pour le huitain, la strophe fonctionne sur trois rimes et la suite de la strophe reprend la rime b dans un ensemble de rimes croisées d'où la structure ababbcbc (exemples : Eustache Deschamps Le chat et les souris — fable au refrain célèbre « Qui pendra la sonnette au chat ? » —, ou Villon Ballade des dames du temps jadis). On rencontre aussi pour le huitain la structure ababbccb avec des rimes embrassées pour le « quatrain » final comme dans la ballade dite « primitive » créée par Guillaume de Machaut. Je maudis l’heure et le temps et le jour (huitains de décasyllabes sans envoi).
Les dizains sont en général sur quatre rimes avec la structure ababbccdcd : un distique central fait la transition entre les deux quatrains aux rimes croisées (exemples : Eustache Deschamps, Ballade sur le trépas de Bertrand Du Guesclin ou Villon, Ballade des pendus). Là encore des variantes nombreuses existent.

### Envoi
L'envoi reprend le système de rimes et le refrain des demi-strophes finales : il n'est pas présent à l'origine, c'est Christine de Pisan et Eustache Deschamps qui au XIVe siècle en consolident l'emploi qui devient majoritaire par la suite mais non exclusif (par exemple Christine de Pisan elle-même :Ballade XVII ou Villon Ballade de bonne doctrine à ceux de mauvaise vie).
L'envoi doit son nom au principe de l'apostrophe qui l'ouvre et dédicace le poème. Les prescripteurs demandent comme dédicataire le « Prince » qui peut être le « Prince du puy », c'est-à-dire le président du concours de poésie, souvent le gagnant précédent ou un prince réel (« Prince du lys », Villon, Requête à Monseigneur de Bourbon). Il existe cependant d'autres dédicataires comme « Dieu » (Charles d'Orléans, « Las ! Mort, qui t'a fait si hardie »), « Digne vierge, Princesse » (Villon, Ballade pour prier Notre Dame), « Jeunes belles » (Qu'est devenu printemps, avril et may ? Deschamps, ballade 85), ou encore « Dame » (Deschamps, ballade 411 Quand me souvient de votre grande beauté dont l'envoi débute par : « Dame mon cœur au vôtre s'humilie »).

## Genre populaire et romantique

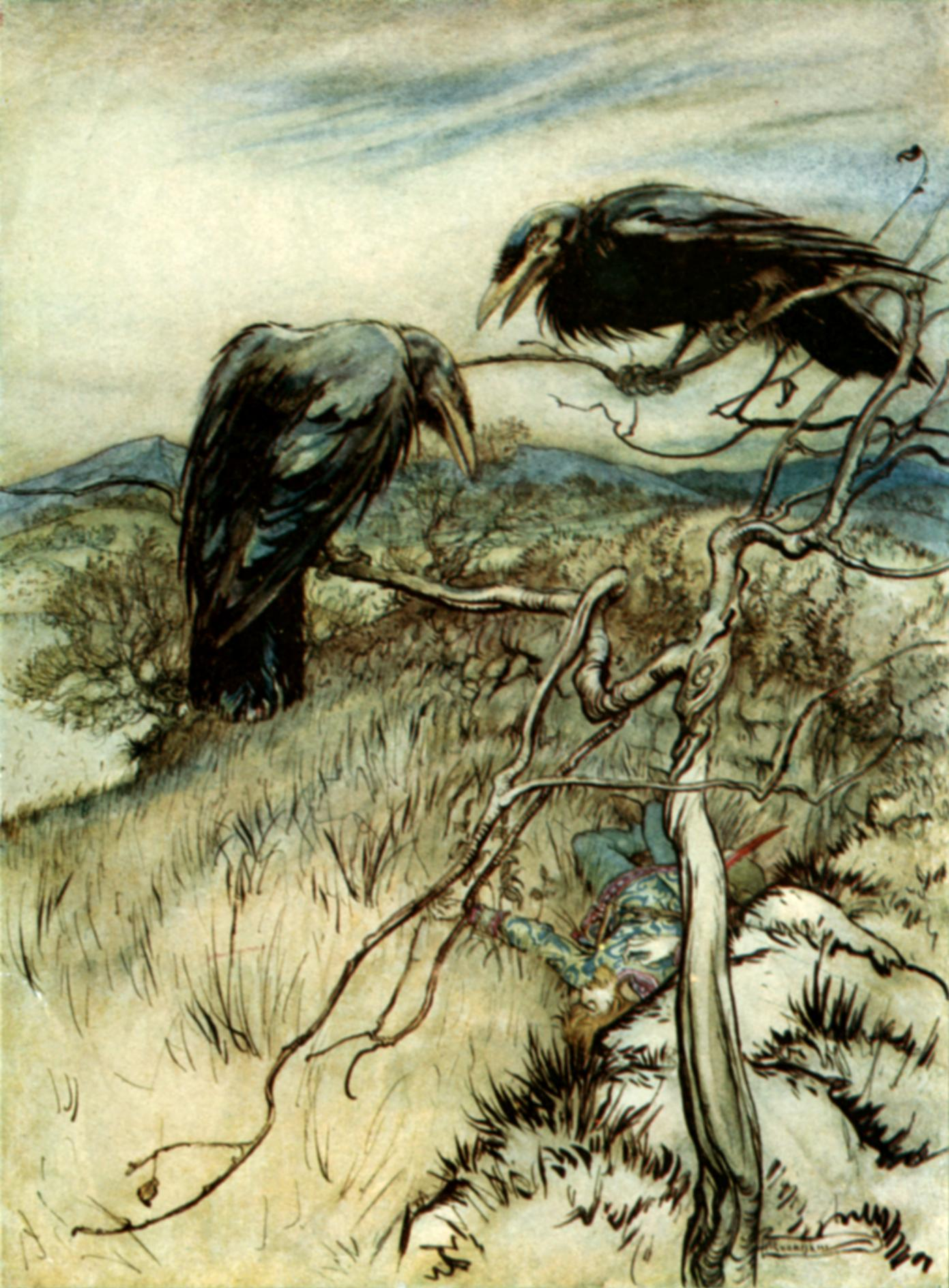
Illustration d'Arthur Rackham de la ballade The Twa Corbies.

La ballade, chanson dansée médiévale, rejoindra la poésie populaire et donnera son nom au genre de la chanson narrative qui marque le folklore de nombreux pays européens (Ballades écossaises, irlandaises comme Molly Malone, anglaises comme Robin Hood and the Monk, suédoises...) : le texte sans règles particulières, accompagné de musique et dansé, évoque en général des destins réels ou légendaires souvent victimes de malheurs amoureux ou sociaux.

### Écosse, romantisme britannique
Dès le début du XVIIIe siècle, des textes présentés comme populaires correspondent vraisemblablement à des créations originales, à l'instar de la ballade de Hardyknute publiée en 1719 par Elizabeth Wardlaw. À la fin du XVIIIe siècle, le poète écossais Robert Burns collecte les textes populaires et compose ses propres ballades : Walter Scott suivra son exemple entre 1800 et 1815. Dans le même temps en Angleterre William Wordsworth et Samuel Taylor Coleridge, attirés par la forme simple et naturelle de ces ballades populaires publient en 1798 leurs Lyrical Ballads qui ouvrent la voie au romantisme britannique en littérature. Ils seront suivis entre autres par John Keats (La Belle Dame sans merci, 1819) et plus tard par Rudyard Kipling (Barrack-Room Ballads (1892-96) et Oscar Wilde (La Ballade de la geôle de Reading, 1897/98).

### Romantisme allemand

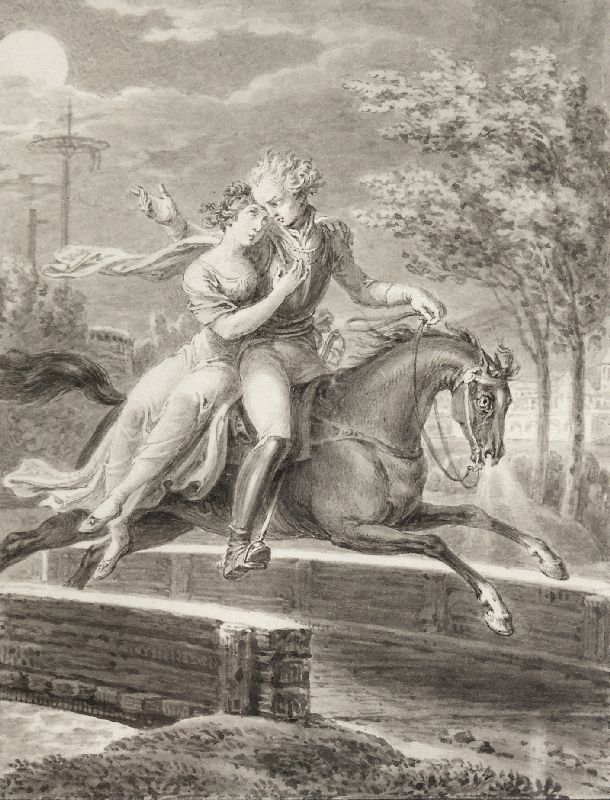
Leonore, d'après J. D. Schubert.

Selon Sylvie Le Moël, l'époque littéraire du Sturm und Drang introduit le genre de la ballade « sérieuse », en rompant avec le caractère comique ou satirique de la romance, tandis que sont redonnées au Volkslied (de) (« Chant populaire ») ses lettres de noblesse. La ballade Lenore (1774) de Gottfried August Bürger est devenue « le prototype de la ballade allemande du Sturm und Drang ».
Dans la même fin du XVIIIe s., Goethe (Le Roi des Aulnes, 1782) et Schiller renouvellent la poésie allemande avec leurs ballades qui seront pour une part mises en musique par Schubert en mettant à la mode les motifs médiévaux et légendaires.

### France
Les poètes français ont eux aussi écrit des ballades influencées par les littératures anglaise et allemande : il s'agit de compositions lyriques de forme libre et d'inspiration souvent médiévale et merveilleuse sans lien avec la ballade médiévale. C'est le cas des Odes et Ballades de Victor Hugo publiées en 1831. Des poètes comme Alfred de Musset (Ballade à la lune), Gérard de Nerval (Les Chansons et Légendes du Valois, 1854) et plus tard Jules Laforgue (Les Complaintes, 1885), Guillaume Apollinaire (La Loreley dans Alcools en 1913) ou Paul Fort (Ballades françaises environ 40 volumes, 1896-1958) continueront la tradition romantique.

## Œuvres ou créations
- Autres Balades, recueil contenant Avisons nous qu'il nous convient morir de Christine de Pizan (1404)
- La ballade nord-irlandaise, adaptation française d'une chanson irlandaise traditionnelle, interprétée par Renaud, sortie en 1991
- Ballade pour un puceau, chanson de 1966 de Michel Polnareff sur l'album Love Me, Please Love Me
- Ballade de Nostre Dame moult belle d'Eustache Deschamps
- Ballade des pendus de François Villon
- Ballade des dames du temps jadis de François Villon, mise en musique par Georges Brassens
- « Ballade du Roi des Gueux », prologue de La Chanson des gueux de Jean Richepin, 1876. L'édition de 1876 comprend six autres ballades, dont « Ballade de joyeuse vie » (censurée en juillet-août 1876), ce qui en fait sept en tout pour cette première édition, mais celle de 1881, après suppression de la ballade censurée, en ajoute trois nouvelles (« Ballade du dégel », « Ballade de Noël » et « Ballade pour les pauvres petits pierrots ») et remanie notamment l'envoi de trois des précédentes (« Ballade du rôdeur des champs », « Ballade des Loupeurs », « Ballade du rôdeur de Paris »).
- Ballades, recueil de poésie de Goethe paru en 1787
- Odes et Ballades, recueil de poésie de Victor Hugo
- Trente-six ballades joyeuses, recueil de poésie de Théodore de Banville
- La ballade du duel dans l'Acte I, de Cyrano de Bergerac d'Edmond Rostand
- La Ballade du Poisson-rêve, thème musical de Link's Awakening
- Quatre ballades pour piano (opus 23, 38, 47 et 52) de Frédéric Chopin
- Ballades pour piano opus 10, de Johannes Brahms
- Trois ballades de François Villon, de Claude Debussy
- Ballade, troisième sonate pour violon seul Op 27 no 3 d'Eugène Ysaÿe dédiée à Georges Enesco
- Ballade sur un poème d'Emily Brontë pour soprano, quatuor vocal, quatuor à cordes et piano, d'Émile Goué
- La ballade des baladins, interprétation et musique de Gilbert Bécaud, paroles de Louis Amade
- Ballade de Sacco et Vanzetti, chanson popularisée en anglais par Joan Baez et en France par Georges Moustaki
- Ballade, chanson de Jacques Brel
- La Ballade des gens qui sont nés quelque part, chanson de Georges Brassens
- La Ballade de la mer salée, bande dessinée d'Hugo Pratt qui introduit le personnage de Corto Maltese
- Blue Bird Ballad, bande dessinée de Malik parue dans Spirou
- La Ballade des Dalton, bande dessinée de la série des Lucky Luke de Morris
- La Ballade des gens heureux, un des succès du chanteur Gérard Lenorman
- Ballade pour Adeline, partition pour piano rendue célèbre par Richard Clayderman
- La Ballade de Willy Brouillard, chanson de Renaud, sortie en 1994
- Ballad Collection, recueil de ballades du groupe X Japan, 1997
- La Ballade du café triste, de Carson McCullers
- La Ballade du Cheval Mallet, chanson interprétée par Tri Yann
- La Ballade des caisses de 24, chanson très poétique de Plume Latraverse
- Ballade de celui qui chanta dans les supplices, de Louis Aragon
- Ballade de Melody Nelson de Serge Gainsbourg reprise par Placebo
- Ballade de Jim, chanson d'Alain Souchon
- La Ballade des menus propos, de François Villon
- Ballade, pièce pour saxophone alto et orchestre interprétée pour la première fois en 1939, d'Henri Tomasi
- La Ballade du Voyage au bout du Monde, de Jacques Bertin
- Ballade de Johnny Jane, de Jane Birkin
- La ballade de Cornebique, de Jean-Claude Mourlevat